# Mahir Emreli
Mahir Mahir oğlu Emreli (geb. Madatov, aserbaidschanisch Mədətov; * 1. Juli 1997 in Baku) ist ein aserbaidschanischer Fußballspieler. Der Stürmer steht beim 1. FC Kaiserslautern unter Vertrag.

## Karriere

### Verein
Emreli wurde in der aserbaidschanischen Hauptstadt Baku geboren und begann im Jahr 2007 in der Nachwuchsabteilung des FK Baku mit dem Fußballsport. Dort stieg er durch die diversen Altersklassen zu einem talentierten Stürmer auf und absolvierte auch Probetrainings bei Atlético Madrid des RC Lens. Am 27. September 2014 (7. Spieltag) debütierte er beim 2:1-Heimsieg gegen den Araz-Naxçıvan PFK in der höchsten aserbaidschanischen Spielklasse, als er in der 66. Spielminute für Əziz Quliyev eingewechselt wurde. In seiner ersten Saison 2014/15 als Profi bestritt er 17 Ligaspiele, in denen er keinen Torerfolg verbuchen konnte.
Am 16. Juli 2015 wechselte Emreli zum amtierenden Meister Qarabağ Ağdam, wo er einen Dreijahresvertrag unterzeichnete. Bereits in seinem ersten Ligaspiel für seinen neuen Verein am 23. August 2015 (3. Spieltag), steuerte er zum 2:0-Heimsieg gegen den AZAL PFK Baku einen Treffer bei. Nachdem er in den ersten Monaten nach seiner Ankunft nur sporadisch zum Einsatz gekommen war, entwickelte er sich im März 2016 als Stammspieler und konnte das Vertrauen des Cheftrainers Qurban Qurbanov mit Toren zurückbezahlen. In dieser Spielzeit 2015/16 markierte er in 16 Ligaeinsätzen sieben Treffer und errang mit Qarabağ den Meistertitel. Seinen Status als Starter verlor er jedoch in der darauffolgenden Saison 2016/17 wieder, in der ihm in 21 Ligaeinsätzen nur vier Torerfolge gelangen. Erneut gewann er mit seinem Verein die aserbaidschanische Meisterschaft.
Erst in der nächsten Spielzeit 2017/18 gelang ihm wieder der Sprung in die Startelf von Qurbanov. Bereits am ersten Spieltag traf er beim 3:1-Auswärtssieg gegen den Ligakonkurrenten Neftçi Baku zwei Mal und er assistierte auch das dritte Tor seiner Mannschaft. Er absolvierte 23 Ligaspiele, in denen er acht Treffer sammeln konnte und wurde mit den Atlılar abermals Meister. Der endgültige Durchbruch als Torjäger in der aserbaidschanischen Premyer Liqası gelang ihm in der Saison 2018/19, in die er, wie im Vorjahr, mit einem Doppelpack startete. Beim 5:1-Heimsieg gegen den FK Keşlə erzielte er am 3. Dezember 2018 (13. Spieltag) den ersten Hattrick seiner professionellen Laufbahn. Mit 16 Toren in 27 Ligaeinsätzen avancierte Emreli zum Torschützenkönig der Liga und gewann mit Qarabağ bereits seinen vierten Meistertitel en suite.
Aufgrund der COVID-19-Pandemie war diese Spielzeit 2019/20 verkürzt und Emreli gelangen so nur sieben Treffer in 16 Ligaeinsätzen. Mit Qarabağ wurde er ein fünftes Mal Meister und zusammen mit drei weiteren Spielern teilte er sich die Torjägerkrone.
Im Sommer 2021 ging er dann weiter zum polnischen Erstligisten Legia Warschau. Obwohl er dort zum Stammpersonal gehörte und in 33 Pflichtspielen elf Treffer erzielte, schloss er sich schon sieben Monate später dem Rekordmeister Dinamo Zagreb aus Kroatien an. 
Anfang August 2024 wechselte Emreli in die 2. Bundesliga zum 1. FC Nürnberg. Im Sommer 2025 wechselte er zum Ligakonkurrenten zum 1. FC Kaiserslautern.

### Nationalmannschaft
Von 2012 bis 2018 absolvierte der Stürmer insgesamt 27 Partien für diverse aserbaidschanische Jugendauswahlmannschaften und erzielte dabei sechs Treffer. 
Am 9. März 2017 debütierte Mədətov bei einer 1:2-Testspielniederlage gegen Katar in der aserbaidschanischen A-Nationalmannschaft, als er in der 68. Spielminute für Ağabala Ramazanov eingewechselt wurde. Sein erstes Länderspieltor gelang ihm am 29. Mai 2018 beim 3:0-Sieg in einem freundschaftlichen Test gegen Kirgisistan.

## Erfolge

### Verein
Qarabağ Ağdam
- Aserbaidschanischer Meister (5): 2016, 2017, 2018, 2019, 2020
- Aserbaidschanischer Pokalsieger (2): 2016, 2017

Dinamo Zagreb
- Kroatischer Meister (2): 2022, 2024
- Kroatischer Pokalsieger: 2024
- Kroatischer Supercupsieger: 2023

### Individuelle Auszeichnungen
- Torschützenkönig in der höchsten aserbaidschanischen Spielklasse: 2018/19, 2019/20

## Persönliches
Im Mai 2019 änderte er seinen Nachnamen von Madatov (aserbaidschanisch Mədətov) zu Emreli und nahm damit den Geburtsnamen seiner Mutter an. Grund dafür war, dass er die erneute Heirat seines Vaters nicht akzeptierte und dies auch öffentlich so kommunizierte.